# Богатенький Ричи 2
«Богатенький Ричи 2» (англ. Richie Rich's Christmas Wish — «Ричи Рич и его рождественское желание») — продолжение фильма 1994 года Богатенький Ричи, вышедшее в США на видеокассетах в 1998 году. Премьера в России — 3 ноября 1998 года.

## Сюжет
В канун Рождества Ричи Рич, самый богатый ребёнок в мире, был рад провести день со своими друзьями. Пока он с друзьями катался по снегу, дворецкий Ричи, Герберт Кэдбери, управлял машинами с помощью пульта и вёл детей обратно в дом Ричи. Затем он напомнил ему о его обязанностях, которые нужно было выполнить в канун Рождества, и велел переодеться и приготовиться к чаю. Прежде чем отправиться в путь он навещает своего домашнего ученого, профессора Кинбина, который показывает ему свое недавнее изобретение - машину желаний, которая работает только в канун Рождества. Ричи желает из нее "большой пирог", а вместо этого получает "свинарник". Кэдбери испытывает отвращение, видя это, и отправляет его переодеться. Он встречается со своими родителями, Ричардом и Реджиной Рич, чтобы спросить, что бы они хотели получить на Рождество. Находясь с ними, он также пробует новую удочку своего отца, изобретённую Кинбином, которая цепляется за сэндвич с тунцом неподалёку. Затем он идёт переодеваться.
Во время чаепития Ричи встречает своего избалованного кузена Реджи Ван Доу, который мечтает стать таким же богатым, как Ричи. Позже он наряжается эльфом, а Кэдбери — Санта-Клаусом, чтобы раздать рождественские подарки в приюте. Пока они готовятся, Кэдбери рассказывает Ричи о том, как в юности был рок-звездой в группе под названием Root Canal. Когда они уезжают на санях, которыми управляет Ричи, Реджи берёт управление на себя с помощью пульта, изобретённого Кинбином, которым ранее пользовался Кэдбери. Он ведёт сани по улицам мимо магазинов, домов и людей, почти всё разрушая в процессе. Ричи и Кэдбери попадают в аварию, в которой сани падают и буквально взрываются вместе с подарками, а Кэдбери сильно повреждает лодыжку. Ричи убегает за помощью, но, войдя в город, видит, что ситуация кардинально изменилась. Реджи распускает о нём слухи, и все люди ополчились против него
Опустошенный и полагающий, что весь инцидент произошел по его вине, Ричи идет в лабораторию Кинбина и садится на корточки перед машиной для исполнения желаний. Пока переживая из-за своего невезения, он случайно желает, чтобы он никогда не рождался. Машина сразу же исполняет его желание, после чего он переносится в другой мир, в котором он никогда не рождался, и, следовательно, его никто не узнает. Реджи стал сыном Ричарда и Реджины и теперь является самым богатым ребенком в мире. Он командует всеми. В его честь названы дороги и здания. Реджи контролирует весь город, включая полицию. Этот мир очень печален, повсюду видны голод и нищета. Это заставляет Ричи понять, что если бы он не родился, то ничего бы не изменилось, и поэтому он решает вернуться в мир, в котором он — Ричи Рич.
Хотя родители больше не узнают его, он рад, что его узнаёт собака Доллар. Он берёт Доллара с собой, чем приводит в ярость Реджи, который сейчас является его хозяином. Реджи приказывает полицейским найти Ричи, которого ошибочно называют «собачником», а также объявляет награду за его поимку. После того, как Ричи обманул нескольких полицейских, которые пытались, но не смогли его поймать, он находит Кэдбери, который всё ещё работает в «Корневом канале», и Кинбина, который управляет собственной лабораторией под названием «Мир чудес Кинбина». Ричи расспрашивает Кинбина машине желаний, которая, по его словам, требует наличия кости Пеглиазавра для завершения работы. Вместе со своими друзьями, которые решив помочь ему, Ричи отправляется в городской музей, чтобы забрать кость из скелета динозавра. Пройдя через охранные системы обнаружения ошибок успешно реализуются, используя удочку, изобретенную Кинбином. Прежде чем они выйдут из музея, Ричи и его друзья замечают родителей Реджи, которые сейчас работают там ночными охранниками.
Добравшись до лаборатории, они приводят машину в рабочее состояние. Однако, прежде чем Ричи успевает загадать желание, туда приходит Реджи с полицейскими. Ричи, Кэдбери, Кинбин и друзья Ричи попадают в тюрьму, а Реджи забирает машину домой. Дома Реджи загадывает способность летать, но прежде чем он успевает загадать ещё одно желание, Доллар убегает с костью желаний. Когда это не сработает во второй раз, он в раздражении выходит из комнаты и удаляется. Ричи и его друзей выручает "Корневой канал". Они все спешат в дом Реджи, и пока он все еще спит, Ричи пытается пожелать себе возвращения. Однако они обнаруживают, что машина больше не работает, так как Реджи ранее в гневе пнул ее ногой. Пока Кинбин чинит его, Реджи просыпается и влетает в комнату, но на него нападают Ричи и его друзья. Они побеждают его, и все перестают на него работать, а сержант Муни отказывается работать на того, кто отменяет Рождество. После этого машина снова начинает работать, и Ричи хочет, чтобы он снова стал Ричи Ричем.
Ричи исправляет всё, что пошло не так после его исчезновения, и теперь он гораздо больше рад тому, что жив. Все рады его возвращению, они собираются вокруг рождественской ёлки и поют.

## В ролях
- Дэвид Галлахер — Ричи Рич;
- Юджин Леви — профессор Кинбин;
- Кин Кёртис — Герберт Кэдбери;
- Джейк Ричардсон — Реджи Ван-Доу, кузен Ричи;
- Мартин Малл — Ричард Рич-старший, папа Ричи;
- Лесли Энн Уоррен — Регина Рич, мама Ричи;
- Ричард Фэнси — мистер Ван-Доу, папа Реджи;
- Марла Мейплз — миссис Ван-Доу, мама Реджи;
- Мишель Трахтенберг — Глория Глэд, подруга Ричи;
- Кэтлин Фримен — мисс Пибоди, владелица приюта для бездомных детей;
- Ричард Рили — сержант Кеннет Карл Муни, начальник полиции;